# ليزا باركلي
ليزا باركلي (7 يونيو 1992 - ) هي لاعبة كرة طائرة كندا. شاركت في دورة الألعاب الأمريكية 2015.